# Harold Eugene Edgerton

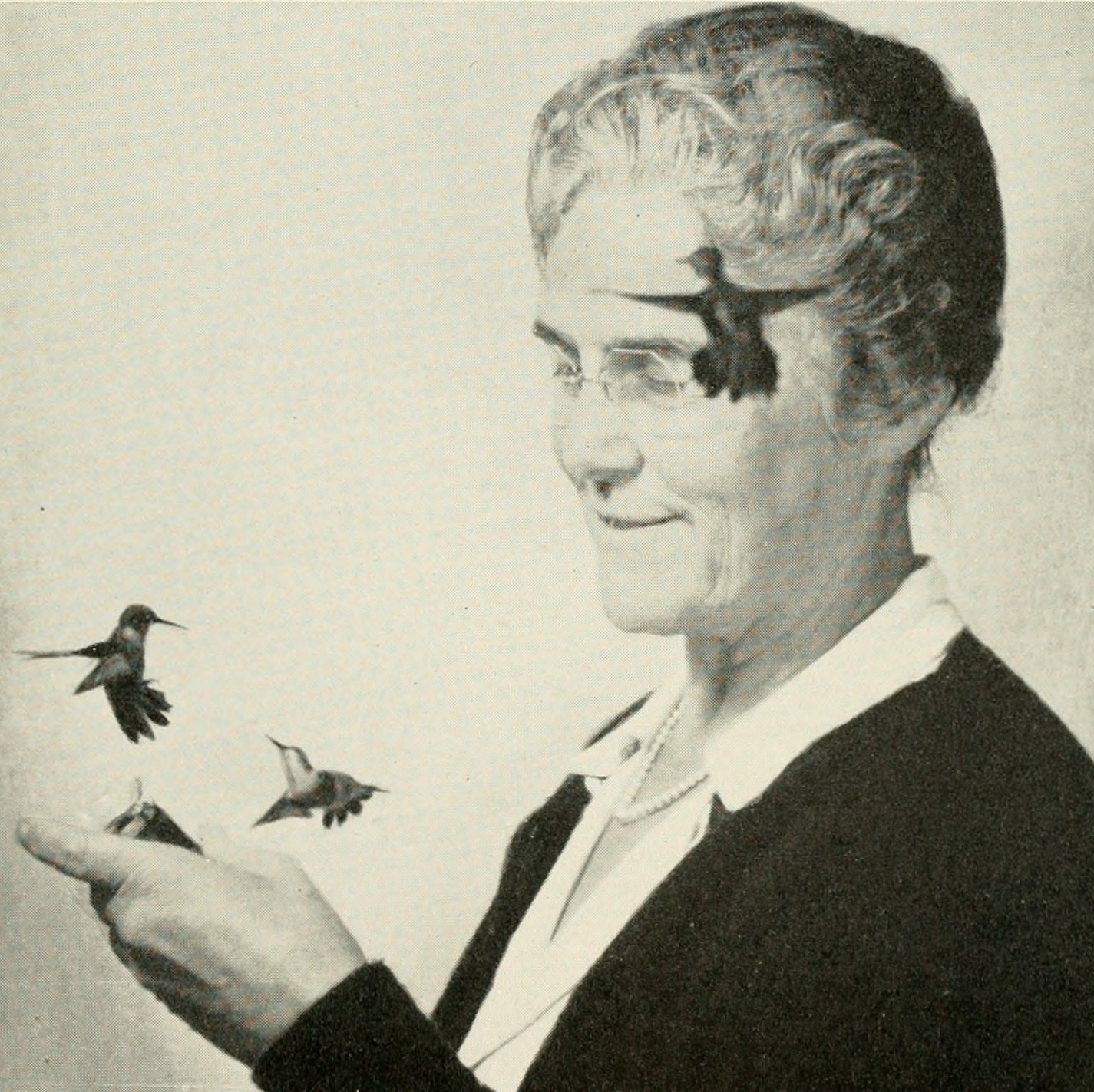
Uma foto de 1936 de May Rogers Webster com beija - flores

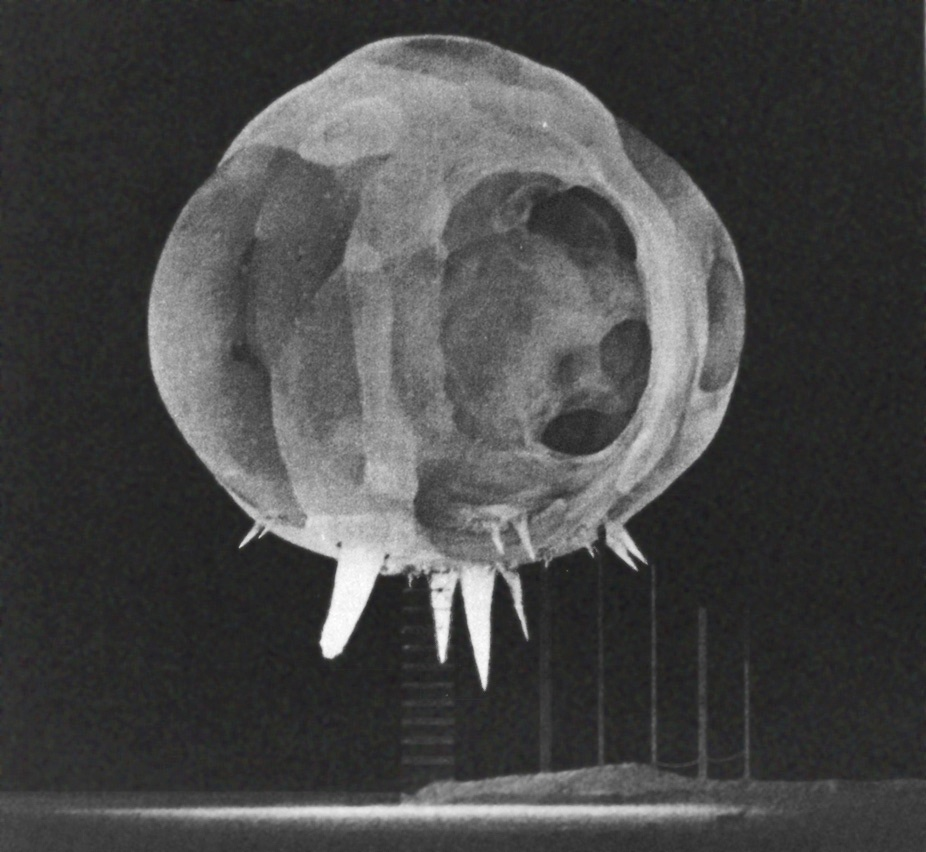
Explosão nuclear capturada pela câmera Rapatronic de Edgerton

Harold Eugene Edgerton (Fremont, 6 de abril de 1903 — Cambridge, 4 de janeiro de 1990) foi um engenheiro estadunidense; também conhecido como Papa Flash, era professor de engenharia elétrica no Instituto de Tecnologia de Massachusetts. Ele é amplamente creditado por transformar o estroboscópio de um instrumento de laboratório obscuro em um dispositivo comum. Ele também estava profundamente envolvido com o desenvolvimento de sonar e fotografia de alto mar, e seu equipamento foi usado por Jacques Cousteau em buscas de naufrágios e até mesmo do Monstro do Lago Ness.

## Carreira
Em 1937, Edgerton começou uma associação para toda a vida com o fotógrafo Gjon Mili, que usava equipamento estroboscópico, em particular, várias unidades de flash eletrônico de estúdio, para produzir fotografias incrivelmente belas, muitas das quais publicadas na Life Magazine. Ao tirar fotografias multiflash, este equipamento de luz estroboscópica pode piscar até 120 vezes por segundo. Edgerton foi pioneira no uso de flash eletrônico de curta duração na fotografia de eventos rápidos, posteriormente usando a técnica para capturar imagens de balões em diferentes estágios de seu estouro, uma bala durante seu impacto com uma maçã, ou usando multiflash para rastrear o movimento de um pau do diabo, por exemplo. Ele foi premiado com uma medalha de bronze pela Royal Photographic Society em 1934, a Medalha Howard N. Potts do Franklin Institute em 1941, o Golden Plate Award da American Academy of Achievement em 1966, a Medalha David Richardson pela Optical Society of America em 1968, a Medalha Albert A. Michelson do mesmo Instituto Franklin em 1969, e a Medalha Nacional de Ciências em 1973.
Edgerton fez parceria com Kenneth J. Germeshausen para prestar consultoria para clientes industriais. Mais tarde, Herbert Grier juntou-se a eles. O nome da empresa "Edgerton, Germeshausen e Grier" foi mudado para EG&G em 1947. EG&G tornou-se um contratante principal para a Comissão de Energia Atômica e teve um papel importante na fotografia e registro de testes nucleares para os EUA durante os anos cinquenta e sessenta. Para essa função, Edgerton e Charles Wykoff e outros da EG&G desenvolveram e fabricaram a câmera Rapatronic.
Seu trabalho foi fundamental no desenvolvimento da tecnologia de sonar de varredura lateral, usada para rastrear o fundo do mar em busca de destroços. Edgerton trabalhou com o explorador submarino Jacques Cousteau, primeiro fornecendo a ele equipamento fotográfico subaquático personalizado com flash eletrônico e, em seguida, desenvolvendo técnicas de sonar usadas para descobrir o Britannic. Edgerton participou da descoberta do navio de guerra USS Monitor da Guerra Civil Americana. Enquanto trabalhava com Cousteau, adquiriu o apelido no meio fotográfico: "Papa Flash".
Edgerton foi cofundador da EG&G, Inc., que fabrica equipamentos eletrônicos avançados, incluindo sonares de varredura lateral e equipamentos de perfil de subfundo. A EG&G também inventou e fabricou o Krytron, o dispositivo de detonação da bomba de hidrogênio, e uma divisão da EG&G supervisionou muitos dos testes nucleares da América.
Além de ter a perspicácia científica e de engenharia para aperfeiçoar a iluminação estroboscópica comercialmente, Edgerton é igualmente reconhecido por sua estética visual: muitas das imagens impressionantes que ele criou em fenômenos iluminadores que ocorreram rápido demais para o olho nu adornam museus de arte em todo o mundo. Em 1940, seu curta-metragem estroboscópico de alta velocidade Quicker'n a Wink ganhou um Oscar.
Edgerton foi nomeado professor de engenharia elétrica no Massachusetts Institute of Technology (MIT) em 1934. Em 1956, Edgerton foi eleito membro da American Academy of Arts and Sciences. Ele era especialmente amado pelos alunos do MIT por sua disposição para ensinar e sua bondade: "O truque para a educação", disse ele, "é ensinar as pessoas de uma forma que elas não percebam que estão aprendendo até muito tarde". Sua última aula de graduação, ministrada durante o semestre de outono de 1977, foi um seminário para calouros intitulado "Fotografia de pássaros e insetos". Um dos dormitórios de estudantes de graduação do MIT leva seu nome.

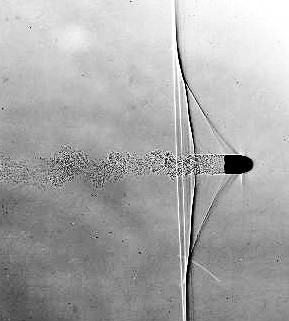
Shadowgraph de bala em vôo usando equipamento e estroboscópio de Edgerton

Em 1962, Edgerton apareceu em I've Got a Secret, onde demonstrou a fotografia com flash estroboscópico disparando uma bala em uma carta de jogo e fotografando o resultado.
O trabalho de Edgerton foi apresentado em um artigo da National Geographic Magazine de outubro de 1987 intitulado "Doc Edgerton: o homem que fez o tempo parar".

## Trabalhos
- Flash! Seeing the Unseen by Ultra High-Speed Photography (1939, com James R. Killian Jr.). Boston: Hale, Cushman & Flint.
- Electronic Flash, Strobe (1970). New York: McGraw-Hill.
- Moments of Vision (1979, com Mr. Killian). Cambridge, Massachusetts: MIT. ISBN 0-262-05022-6
- Sonar Images (1986, com Mr. Killian). Englewood Cliffs, NJ: Prentice-Hall. ISBN 0-13-822651-2
- Stopping Time, uma coleção de suas fotografias, (1987). New York: H.N. Abrams. ISBN 0-8109-1514-6

### Fotografia
Algumas das fotos mais notáveis de Edgerton são:
- Milk Drop Coronet (1935)[11]
- Hummingbirds (1936)
- Football Kick (1938)
- Gussie Moran's Tennis Swing (1949)[11][12][13][14][15][16][17][18]
- Diver (1955)
- Cranberry Juice into Milk (1960)
- Moscow Circus (1963)
- Bullet Through Banana (1964)[19]
- .30 Bullet Piercing an Apple (1964)
- Cutting the Card Quickly (1964)
- Pigeon Release (1965)
- Bullet Through Candle Flame (1973) (como Kim Vandiver)

## Morte
Está sepultado no Mount Auburn Cemetery.